# Kanton Plaisance-du-Touch
Der Kanton Plaisance-du-Touch ist ein französischer Kanton in den Arrondissements Muret und Toulouse im Département Haute-Garonne in der Region Okzitanien; sein Hauptort ist Plaisance-du-Touch. 
Der Kanton wurde bei der Neuordnung der Kantone 2015 gegründet.

## Gemeinden
Der Kanton besteht aus 10 Gemeinden mit insgesamt 52.776 Einwohnern (Stand: 1. Januar 2022) auf einer Gesamtfläche von 148,23 km²:
| Gemeinde                  | Einwohner 1. Januar 2022 | Fläche km² | Dichte Einw./km² | Code INSEE | Postleitzahl | Arrondissement |
| ------------------------- | ------------------------ | ---------- | ---------------- | ---------- | ------------ | -------------- |
| Bonrepos-sur-Aussonnelle  | 1.247                    | 10,17      | 123              | 31075      | 31470        | Muret          |
| Bragayrac                 | 315                      | 8,25       | 38               | 31087      | 31470        | Muret          |
| Empeaux                   | 305                      | 4,56       | 67               | 31166      | 31470        | Muret          |
| Fonsorbes                 | 13.048                   | 19,03      | 686              | 31187      | 31470        | Muret          |
| Fontenilles               | 5.869                    | 20,22      | 290              | 31188      | 31470        | Muret          |
| Plaisance-du-Touch        | 20.471                   | 26,53      | 772              | 31424      | 31830        | Toulouse       |
| Sabonnères                | 333                      | 12,30      | 27               | 31464      | 31370        | Muret          |
| Saiguède                  | 798                      | 11,86      | 67               | 31466      | 31470        | Muret          |
| Saint-Lys                 | 9.776                    | 21,30      | 459              | 31499      | 31470        | Muret          |
| Saint-Thomas              | 614                      | 14,01      | 44               | 31518      | 31470        | Muret          |
| Kanton Plaisance-du-Touch | 52.776                   | 148,23     | 356              | 3111       | –            | –              |